# Лексингтон (Оклахома)
Лексингтон (енгл. Lexington) град је у америчкој савезној држави Оклахома.

## Демографија
По попису из 2010. године број становника је 2.152, што је 66 (3,2%) становника више него 2000. године.
| Група             | 2000.         | 2010.         |
| Белци             | 1.727 (82,8%) | 1.674 (77,8%) |
| Афроамериканци    | 12 (0,6%)     | 14 (0,7%)     |
| Азијати           | 2 (0,1%)      | 6 (0,3%)      |
| Хиспаноамериканци | 152 (7,3%)    | 242 (11,2%)   |
| Укупно            | 2.086         | 2.152         |